# میوشی یوشیکاتا
میوشی یوشی‌کاتا، میوشی یوکی‌یاسو، میوشی جی‌کیو (به ژاپنی: 三好 義賢 Miyoshi Yoshikata); ۱ ژانویهٔ ۱۵۲۷ – ۸ آوریل ۱۵۶۲) سامورایی اهل ژاپن بود. وی دومین پسر میوشی موتوناگا بود. شینوهارا ناگافوسا از ملازمان وی بود که پس از مرگ وی جهت رهبری خاندان میوشی از پسر ارشد وی بنام میوشی ناگاهارو حمایت کرد.

## خانواده
- پدر وی میوشی موتوناگا (۱۵۲۲–۱۵۶۴) رهبر خاندان میوشی بود.
- عموی وی سوگو ماسایاسو بود.
- برادر ارشد وی میوشی ناگایوشی نخستین فرزند موتوناگا و رهبر پرقدرت خاندان میوشی بود.
- برادر کوچکتر وی آتاگی فویویاسو سومین پسر موتوناگا بود.
- کوچکترین برادر وی سوگو کازوماسا چهارمین پسر موتوناگا پسر ارشد وی بنام میوشی یوشیتسوگو به فرزندخواندگی عمویش میوشی ناگایوشی درآمد و بجای وی آخرین رهبر خاندان میوشی شد.
- پسر ارشد وی میوشی ناگاهارو نام داشت.